# Al-Quwwāt al-Bahriyya al-Lubnāniyya
Le Al-Quwwāt al-Bahriyya al-Lubnāniyya (in arabo  القوات البحرية اللبنانية ‎?), ossia "forze marine libanesi", sono la forza navale delle Forze armate libanesi.

## Storia
La forza navale del Libano venne fondata nel 1950, 5 anni dopo l'indipendenza dalla Francia. Inizialmente venne concentrata sulla base di Beirut, ma nel 1972 venne creata la moderna base navale di Jounieh. Durante la guerra civile libanese del 1990 questa base venne occupata dalle milizie che la distrussero completamente e venne ripresa solo dopo un anno.

## Operatività
La forza navale libanese è oggi ridotta a pochi battelli di vigilanza ai porti e gommoni semirigidi, per un totale di 24 unità di varia fabbricazione e 2 LST (navi da sbarco della classe Sour, di costruzione francese), denominate anche classe EDIC. Il personale viene addestrato in vari paesi: gli ufficiali in Europa (prevalentemente Francia) e USA, i sottufficiali ricevono l'addestramento basico in Libano ma si perfezionano nelle accademie siriane.
Nel 2012 la marina dovrebbe dotarsi di un nuovo mezzo di pattugliamento costiero da 43 metri denominato Coastal Security Craft (CSC), di costruzione statunitense.
Nella lista figurano tre battelli ex tedeschi di tipo diverso, donati a partire dal 2007 e 10 battelli di tipo Interceptor donati dalla UAE, oltre a 20 piccole imbarcazioni costiere. Infine, alcuni sistemi d'arma di tipo C-802 di fabbricazione cinese in possesso di Hezbollah vengono secondo alcune fonti inseriti nelle disponibilità della Marina Libanese, ma non viene specificato a che titolo.
Esiste anche un reggimento di forze speciali.